# 扎里奇亞 (弗拉基米爾-沃倫斯基區)
50°50′18″N 24°17′51″E / 50.83833°N 24.29750°E
扎里奇亞（烏克蘭語：Заріччя），是烏克蘭西北部的村莊，隸屬沃倫州的沃洛德米爾區。該村面積3.93平方公里，海拔高度189米，人口1,300，人口密度每平方公里404.58人。